# Gersenda de Tolosa
Gersenda (o Garsenda) de Tolosa (898-911), probablement filla d'Eudes de Tolosa, l'any 898 es casà amb Guifré II Borrell de Barcelona, del qual no tingué descendència masculina o els fills van morir de manera prematura, motiu pel qual els comtats, en morir Guifré II, van passar a Sunyer I. Varen tenir una filla, Riquilda de Narbona, casada amb Odó I el vescomte de Narbona el 933.